# Pfarrkirche Steyr-Ennsleite

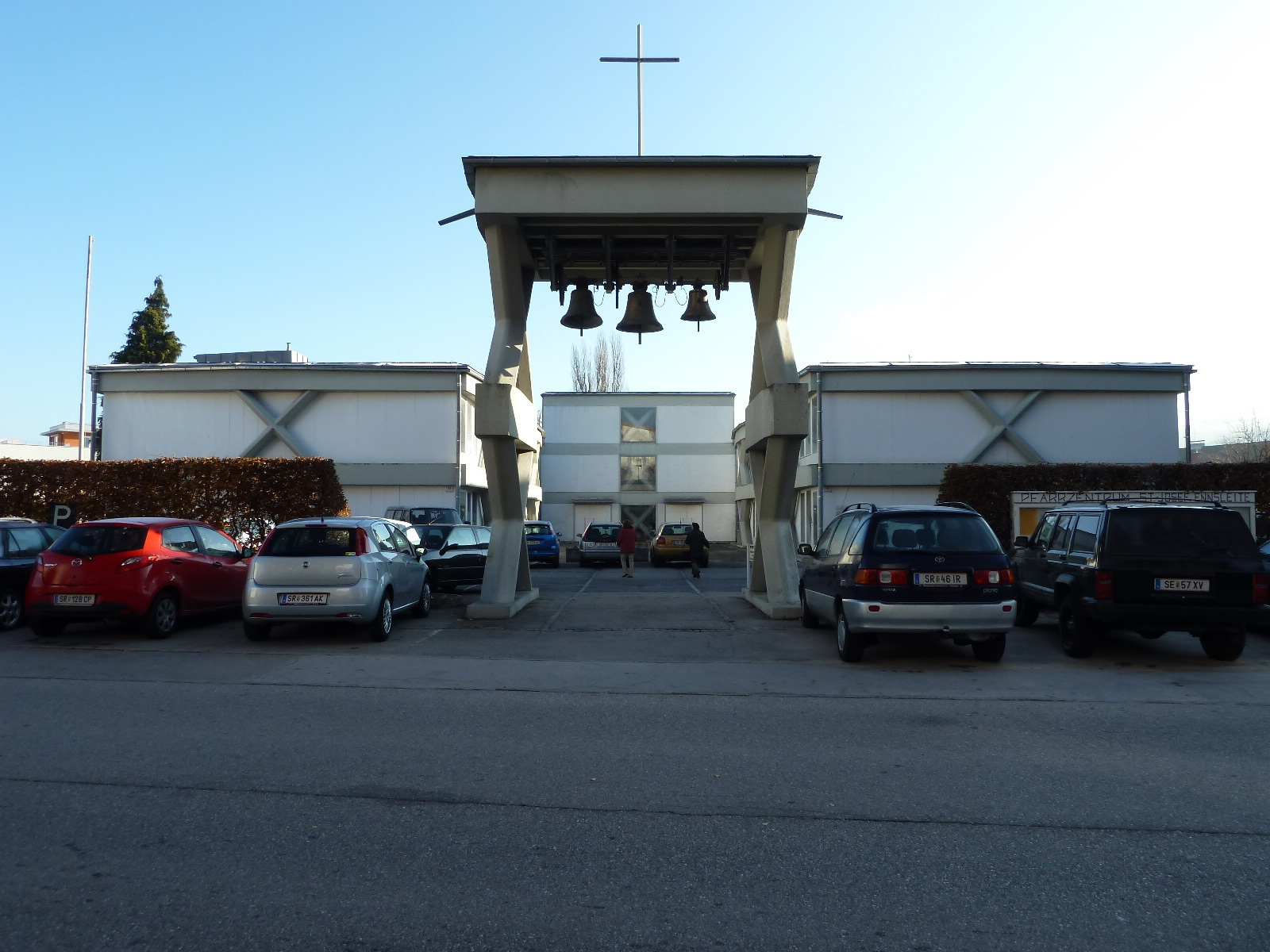
Pfarrkirche Josef der Arbeiter in Ennsleite

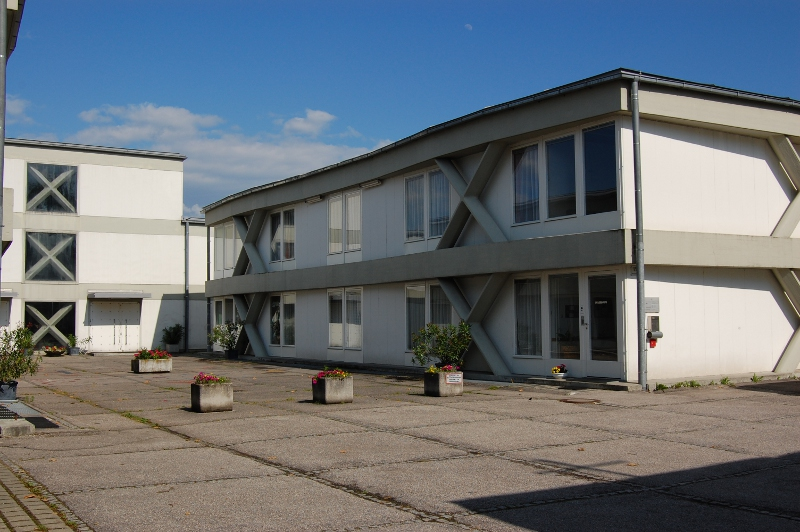
Rechter Flügel des Pfarrhofes

Die römisch-katholische  Pfarrkirche Steyr-Ennsleite steht im Stadtteil Ennsleite in der Stadt Steyr in Oberösterreich. Die Pfarrkirche Josef der Arbeiter gehört zum Dekanat Steyr in der Diözese Linz. Die Kirche und der Pfarrhof als Seelsorgezentrum stehen unter Denkmalschutz.

## Geschichte
Als Andachtsstätte für die Steyrer gab es bis 1915 die „Neustifter Kapelle“ an der alten Ramingstraße. Im Zuge der Erbauung der neuen Steyr-Waffenfabrik wurde diese abgetragen und sollte an einer anderen Stelle wieder aufgebaut werden. Trotz wiederholten Drängens geschah dies in den folgenden Jahren nicht, bis das bischöfliche Ordinariat entschied, „statt derselben in Ennsleiten an einem geeigneten Platze, der eine eventuelle spätere Vergrößerung leicht ermöglicht, ein bescheidenes katholisches Gotteshaus, wenigstens eine Kapelle, in der die Messe gelesen werden kann“ errichten zu lassen. Die Waffenfabrik sollte den Bau übernehmen oder fördern.
1933 stand dann nach langwierigen Verhandlungen ein Grundstück für den Bau einer Notkirche und eines Kinderheimes zur Verfügung. Mit dem Bau konnte aber aufgrund des Februaraufstands 1934 nicht begonnen werden. Nach dem Bürgerkrieg wurde das Vermögen der Kinderfreunde beschlagnahmt und das Heim auf der Ennsleite der Stadtpfarre zur Verfügung gestellt. In der Folge wurde das Grundstück von der Stadtpfarre gekauft und gegen das ursprünglich erworbene getauscht. Durch die Beschlagnahmung des von der Arbeiterschaft erbauten Kinderheimes war das Verhältnis zu dieser nun getrübt. Die Kirche wurde bezichtigt, sich am Eigentum der Arbeiterbewegung bereichert zu haben.
Nach dem Anschluss Österreichs 1938 verschlechterte sich die Lage der Kirchgemeinde. So wurde der Kindergarten bald aufgelassen. Am 14./15. Jänner 1939 wurde die Notkirche von zehn jungen Nationalsozialisten geplündert und daraufhin von der NSDAP beschlagnahmt und als HJ-Heim genutzt.
Nach Kriegsende wurden in dem Gebäude wieder Gottesdienste gefeiert, die Kirche war aber aufgrund der Geschichte bei den Arbeitern nicht beliebt. Deswegen wurde schließlich das Gebäude wieder den ursprünglichen Eigentümern zurückgegeben und die Suche nach einem Grund wieder aufgenommen. Schließlich konnten im Mai 1958 die Verhandlungen über ein Grundstück an der Arbeiterstraße abgeschlossen werden und Vorentwürfe für den Bau des Pfarrsaales wurden eingereicht. Der Diözesanrat gab dabei dem Vorentwurf von Johann Georg Gsteu und der arbeitsgruppe 4 gegenüber dem von Bruno Schwamberger den Vorzug.
Der erste Spatenstich für den Bau erfolgte am 14. September 1959. Zwei Jahre darauf waren Pfarrsaal, Pfarrhof und Jugendheim fertiggestellt und wurden am 14. Oktober 1961 eröffnet und am 10. Dezember 1961 geweiht. Der Pfarrsaal diente in den nächsten Jahren als Notkirche.
Die zweite Bauetappe, die Errichtung von Kirche und Kindergarten sollte dann Ende 1966 in Angriff genommen werden. Nach verschiedenen Planabänderungen und längeren Erwägungen entschied man sich wieder für die Architekten Johann Georg Gsteu und Arbeitsgruppe 4 aus Wien. Die technische Bauleitung wurde Diplomingenieur Hugo Bruneder übertragen. Im September 1968 erfolgte der erste Spatenstich für die Kirche.
Im ersten Halbjahr 1970 war der Kirchenbau weitgehend abgeschlossen, sodass am 7. Juni 1970 die erste Heilige Messe in der neuen Kirche gefeiert werden konnte. Allerdings fehlten noch einige Einrichtungsgegenstände, wie Weihwasserbehälter und Taufbecken sowie die Tabernakelsäule. Am 20. September folge die Feier der Kreuzsteckung am Glockenträger und am 4. Oktober 1970 konnte die Kirche nach einer Predigt von Engelbert Schwarzbauer unter Anwesenheit der Architekten durch Diözesanbischof Franz Salesius Zauner geweiht werden.

## Architektur
In diesem Bau ist eine X-Stütze ist das immer wiederkehrende tragende Element. Diese nimmt sowohl die auftretenden vertikalen als auch horizontalen Kräfte auf. Das Raumgefüge entsteht aus sechs dieser Stützen in Verbindung mit einem Betonrahmen. In der Form der Längsbalken, die an den Stellen der tragenden Stützkreuze breiter sind, ist der innere Kräfteverlauf nachgebildet.
Die ursprünglich ganz in Profilit-Glas geplante Außenhülle hat keinerlei tragende Funktion und signalisiert im architektonischen Konzept eine mittel- oder langfristige Veränderbarkeit der Raumbegrenzung.